# Courtney Solomon
Courtney Solomon (Toronto, 1º settembre 1971) è un regista e produttore cinematografico canadese.

## Biografia
Courtney Solomon nasce a Toronto da Fran Solomon, organizzatrice generale in produzioni televisive (Un posto dove vivere, Minaccia sotto il mare) e sporadicamente cinematografiche (Vicolo cieco, Non aprite quel cancello).

### Carriera
Debutta nel mondo del cinema nel 2000, alla regia di Dungeons & Dragons - Che il gioco abbia inizio, adattamento su pellicola del noto gioco di ruolo. Nonostante gli ottimi propositi iniziali, a causa di problemi di natura finanziaria delle compagnie di produzione, il film fu oggetto di un drastico ridimensionamento d'immagine e trama in fase di montaggio, comportandone un'uscita cinematografica segnata da critiche esclusivamente negative da parte di critica e pubblico. Dall'uscita ad oggi il film è considerato un fallimento da ogni punto di vista, e si posiziona al 39º posto della classifica di Empire dei 50 peggiori film di sempre votati dei lettori.
Dopo aver prodotto Dungeons & Dragons: Wrath of the Dragon God, il seguito del disastroso primo film uscito per la televisione nel 2005, torna alla regia lo stesso anno col film dell'orrore An American Haunting. Ispirato a vicende realmente accadute, il film tratta la storia di una famiglia americana di inizio '800 perseguitata da un poltergeist e altre forze sovrannaturali, la cui storia termina con la morte del marito e capofamiglia; è inoltre l'unico caso riconosciuto dalla legislazione americana di morte avvenuta a seguito di eventi soprannaturali. Comunque sia il pubblico che la critica hanno stroncato anche il secondo film diretto da Solomon, sebbene più parti abbiano affermato come esistesse il potenziale per la realizzazione di un buon prodotto, alla luce dello sfondo preso come soggetto.
Dopo l'insuccesso del suo secondo film, Solomon si è dedicato esclusivamente alla produzione di film, spaziando dal genere comico, al thriller, all'orrore. Servendosi della Sweetpea Entertainment, un piccolo titolo indipendente ristretto all'ambito personale, ha prodotto entrambi i film relativi a Dungeons & Dragons e An American Haunting. In seguito, Solomon ha cambiato il nome della propria compagnia in After Dark Films, la quale si occupa principalmente dei film da lui prodotti, ma anche della distribuzione cinematografica di altri titoli.
Tramite la After Dark, di cui è fondatore e presidente, organizza e promuove l'After Dark Horrorfest, un festival del cinema dedicato ai film dell'orrore, la cui prima edizione è consistita in due giorni di proiezioni dal 9 all'11 novembre 2006. Dalla seconda edizione, l'evento ha raggiunto più consensi, tanto da avere tra i titoli in mostra non più solo prodotti minori ma film come Borderland - Linea di confine e Frontiers - Ai confini dell'inferno.

### Vita privata
Solomon risiede a Los Angeles (California) insieme a sua moglie Marta.

## Filmografia

### Regista e produttore
- Dungeons & Dragons - Che il gioco abbia inizio (Dungeons & Dragons) (2000)
- An American Haunting (2005)
- Getaway - Via di fuga (Getaway) (2013)

### Produttore

#### Cinema
- Dungeons & Dragons 2 - L'ira del dio drago (Dungeons & Dragons: Wrath of the Dragon God), regia di Gerry Lively (2005)
- Captivity, regia di Roland Joffé (2007)
- Star System - Se non ci sei non esisti (How to Lose Friends & Alienate People), regia di Robert B. Weide (2008)
- The Butterfly Effect 3: Revelations, regia di Seth Grossman (2009)
- Slaughter, regia di Stewart Hopewell (2009)
- Perkins' 14, regia di Craig Singer (2009)
- Un alibi perfetto (Beyond a Reasonable Doubt), regia di Peter Hyams (2009)
- Universal Soldier: Regeneration, regia di John Hyams (2009)
- Gli occhi del dragone (Dragon Eyes), regia di John Hyams (2012)
- Philly Kid (The Philly Kid), regia di Jason Connery (2012)
- El gringo, regia di Eduardo Rodriguez (2012)
- Jimmy Bobo - Bullet to the Head (Bullet to the Head), regia di Walter Hill (2012)
- Cake, regia di Daniel Barnz (2014)
- Il destino di un soldato (The Yellow Birds), regia di Alexandre Moors (2017)
- L'ultima partita (Final Score), regia di Scott Mann (2018)
- After 2 (After We Collided), regia di Roger Kumble (2020)
- After 3 (After We Fell), regia di Castille Landon (2021)
- Artur the King , regia di Simon Cellan Jones (2024)

#### Televisione
- The Freak Brothers – serie TV, 10 episodi (2020)